# Isla Maillén
Isla Maillén är en ö i Chile.   Den ligger i regionen Región de Los Lagos, i den södra delen av landet, 900 km söder om huvudstaden Santiago de Chile. Arean är 16,0 kvadratkilometer.
Terrängen på Isla Maillén är platt. Öns högsta punkt är 86 meter över havet. Den sträcker sig 4,9 kilometer i nord-sydlig riktning, och 5,3 kilometer i öst-västlig riktning.